# Neodexiopsis setilamina
Neodexiopsis setilamina är en tvåvingeart som först beskrevs av Huckett 1966.  Neodexiopsis setilamina ingår i släktet Neodexiopsis och familjen husflugor. Inga underarter finns listade i Catalogue of Life.